# Diego Pelicles da Silva
Diego Pelicles da Silva (Natal, 23 ottobre 1982) è un ex calciatore brasiliano, di ruolo attaccante.

## Carriera

### Club
Silva iniziò la carriera nell'América (RN), per poi passare in prestito al Baraúnas e al Londrina.
A giugno 2007, passò allo Aalesund. Debuttò nella Tippeligaen il 2 luglio, sostituendo Jeffrey Aubynn nel pareggio per 2-2 contro il Rosenborg. Il 5 agosto arrivò la prima rete, nella sconfitta per 2-1 sul campo del Fredrikstad.
Il 10 settembre 2010, passò allo Al-Ahli. Il trasferimento costò 120.000 dollari e diventò il più costoso della storia del club del Bahrain.